# Elezioni comunali in Abruzzo del 2000
Le elezioni comunali in Abruzzo del 2000 si sono svolte il 16 aprile (con ballottaggio il 30 aprile).

## Riepilogo sindaci eletti
Coalizione di centro-destra
     Commissario prefettizio
| Provincia | Comune | Popolazione legale (censimento 1991) | Sindaco uscente | Sindaco uscente      | Sindaco eletto | Sindaco eletto         | Primo turno | Primo turno | Secondo turno | Secondo turno | Seggi   |
| Provincia | Comune | Popolazione legale (censimento 1991) | Sindaco uscente | Sindaco uscente      | Sindaco eletto | Sindaco eletto         | Voti        | %           | Voti          | %             | Seggi   |
| --------- | ------ | ------------------------------------ | --------------- | -------------------- | -------------- | ---------------------- | ----------- | ----------- | ------------- | ------------- | ------- |
| Chieti    | Chieti | 55 876                               |                 | Giuseppe Badalamenti |                | Nicola Cucullo (MS-FT) | 18 033      | 48,63       | 17 229        | 59,31         | 24 / 40 |

## Provincia di Chieti

### Chieti
| Candidati                       | Candidati                 | II turno             | II turno         | I turno | I turno | Liste                        | Voti   | %     | Seggi |
| Candidati                       | Candidati                 | Voti                 | %                | Voti    | %       | Liste                        | Voti   | %     | Seggi |
| ------------------------------- | ------------------------- | -------------------- | ---------------- | ------- | ------- | ---------------------------- | ------ | ----- | ----- |
|                                 | Nicola Cucullo ✔️ Sindaco | 17 229               | 59,31            | 18 033  | 48,63   | Forza Italia                 | 4 948  | 14,51 | 7     |
| Alleanza Nazionale              | Nicola Cucullo ✔️ Sindaco | 17 229               | 59,31            | 18 033  | 48,63   | 4 442                        | 13,03  | 7     |       |
| Cristiani Democratici Uniti     | Nicola Cucullo ✔️ Sindaco | 17 229               | 59,31            | 18 033  | 48,63   | 2 905                        | 8,52   | 4     |       |
| Partito Democratico Cristiano   | Nicola Cucullo ✔️ Sindaco | 17 229               | 59,31            | 18 033  | 48,63   | 2 534                        | 7,43   | 4     |       |
| I Liberal Sgarbi                | Nicola Cucullo ✔️ Sindaco | 17 229               | 59,31            | 18 033  | 48,63   | 1 051                        | 3,08   | 1     |       |
| Fiamma Tricolore                | Nicola Cucullo ✔️ Sindaco | 17 229               | 59,31            | 18 033  | 48,63   | 1 023                        | 3,00   | 1     |       |
| Riformatori Radicali Liberi     | Nicola Cucullo ✔️ Sindaco | 17 229               | 59,31            | 18 033  | 48,63   | 475                          | 1,39   | –     |       |
| Totale liste                    | Nicola Cucullo ✔️ Sindaco | 17 229               | 59,31            | 18 033  | 48,63   | 17 378                       | 50,97  | 24    |       |
|                                 | Raffaele Tenaglia         | 11 818               | 40,69            | 11 881  | 32,04   | Democratici di Sinistra      | 5 121  | 15,02 | 6     |
| Civitas Teatina                 | Raffaele Tenaglia         | 11 818               | 40,69            | 11 881  | 32,04   | 2 210                        | 6,48   | 2     |       |
| Partito Popolare Italiano       | Raffaele Tenaglia         | 11 818               | 40,69            | 11 881  | 32,04   | 1 649                        | 4,84   | 2     |       |
| I Democratici                   | Raffaele Tenaglia         | 11 818               | 40,69            | 11 881  | 32,04   | 1 466                        | 4,30   | 1     |       |
| Socialisti Democratici Italiani | Raffaele Tenaglia         | 11 818               | 40,69            | 11 881  | 32,04   | 717                          | 2,10   | –     |       |
| Federazione dei Verdi           | Raffaele Tenaglia         | 11 818               | 40,69            | 11 881  | 32,04   | 557                          | 1,63   | –     |       |
| Seggio di coalizione            | Seggio di coalizione      | Seggio di coalizione | 40,69            | 11 881  | 32,04   | 1                            |        |       |       |
| Totale liste                    | Raffaele Tenaglia         | 11 818               | 40,69            | 11 881  | 32,04   | 11 720                       | 34,38  | 11    |       |
|                                 | Liberato Aceto            | Liberato Aceto       | Liberato Aceto   | 6 198   | 16,71   | Centro Cristiano Democratico | 4 221  | 12,38 | 3     |
| Seggio di coalizione            | Seggio di coalizione      | Seggio di coalizione | Liberato Aceto   | 6 198   | 16,71   | 1                            |        |       |       |
|                                 | Isidoro Malandra          | Isidoro Malandra     | Isidoro Malandra | 969     | 2,61    | Rifondazione Comunista       | 774    | 2,27  | –     |
| Totale                          | Totale                    | 29 047               | 100              | 37 081  | 100     |                              | 34 093 | 100   | 40    |
|                                 |                           |                      |                  |         |         |                              |        |       |       |
| Schede bianche                  | Schede bianche            | 424                  | 1,41             | 518     | 1,32    |                              |        |       |       |
| Schede nulle                    | Schede nulle              | 670                  | 2,22             | 1 542   | 3,94    |                              |        |       |       |
| Votanti                         | Votanti                   | 30 141               | 62,35            | 39 141  | 80,96   |                              |        |       |       |
| Elettori                        | Elettori                  | 48 344               |                  | 48 344  |         |                              |        |       |       |
|                                 |                           |                      |                  |         |         |                              |        |       |       |
| Fonte: Ministero dell'interno   |                           |                      |                  |         |         |                              |        |       |       |